# Yours, C Tour
A Yours, C Tour é a segunda turnê principal da cantora americana Camila Cabello, em apoio aos seus últimos 4 álbuns de estúdio, Camila (2018), Romance (2019), Familia (2022) e C, XOXO (2024). A turnê está programada para começar em 28 de junho de 2025 em Le Barcarès, França, e terminar em São Paulo, Brasil, em 14 de setembro de 2025, compreendendo dezessete datas até agora pela Europa, Ásia, Austrália e América do Sul. Marca a primeira turnê de shows de Cabello em mais de sete anos.

## Fundo
Cabello lançou seu segundo álbum de estúdio Romance em dezembro de 2019. Uma turnê de concertos pela Europa e América do Norte deveria acontecer entre maio e outubro de 2020, mas acabou sendo cancelada devido à pandemia de COVID-19 . Seu próximo disco, Familia, que mergulhou em sua herança e psique, foi lançado em abril de 2022 com grande aclamação da crítica. Viu um grande conjunto de apresentações ao vivo, incluindo o Live Lounge da BBC, o Rock in Rio e a cerimônia de abertura da final da Liga dos Campeões da UEFA de 2022. Ela também foi a atração de abertura da turnê Music of the Spheres do Coldplay no Peru e no Chile. Apesar de ter uma ótima fórmula promocional, nenhuma turnê de divulgação do álbum foi anunciada. Cabello começou a trabalhar em seu próximo disco em setembro de 2022.
Prometendo ser um afastamento de sua direção sonora anterior, um "desconforto de coisas que não dariam uma resposta clara e pronta para uso", seu quarto álbum de estúdio, C,XOXO, foi lançado em 28 de junho de 2024 com críticas mistas a positivas. Para promover o álbum, Cabello se apresentou em uma série de festivais de música, incluindo Glastonbury e Mawazine, o iHeart Radio Music Festival e o MTV Video Music Awards de 2024, entre outros. Cabello revelou que anunciaria as datas da turnê que a acompanha no tapete vermelho do 78º British Academy Film Awards .
A primeira seleção de datas da Yours, C Tour foi anunciada em 17 de fevereiro de 2025. Os ingressos começaram a ser vendidos em 21 de fevereiro de 2025, com várias pré-vendas que ocorreram de 18 a 20 de fevereiro. Em 27 de fevereiro, ela foi anunciada como parte do Festival LaLaLa na Indonésia . No mesmo dia, ela foi anunciada como parte do Summer Sonic Festival em Tóquio, Japão. Em 24 de março, Cabello anunciou dois shows principais australianos para a turnê. Em 22 de abril, Cabello anunciou mais dois shows principais para a etapa asiática em Cingapura e Kaohsiung . Em 9 de maio, as datas do festival espanhol foram canceladas, juntamente com as aparições promocionais da turnê que estavam programadas para maio.

## Datas da turnê
| Datas (2025)   | Cidade      | País          | Local                      | Presença | Receita |
| -------------- | ----------- | ------------- | -------------------------- | -------- | ------- |
| 28 de junho    | Le Barcarès | França        | Les Jardins du Lydia       | —        | —       |
| 30 de junho    | Paris       | França        | Le Zénith                  | —        | —       |
| 1 de julho     | Amsterdam   | Países Baixos | AFAS Live                  | —        | —       |
| 2 de julho     | Hamburg     | Alemanha      | Stadtpark Open Air         | —        | —       |
| 4 de julho     | Turku       | Finlândia     | Ruissalo                   | —        | —       |
| 5 de julho     | Gdynia      | Polônia       | Gdynia-Kosakowo Airport    | —        | —       |
| 8 de julho     | Londres     | Inglaterra    | Eventim Apollo             | —        | —       |
| 9 de julho     | Dublin      | Irlanda       | 3Arena                     | —        | —       |
| 14 de agosto   | Kaohsiung   | Taiwan        | Kaohsiung Music Center     | —        | —       |
| 16 de agosto   | Osaka       | Japão         | Expo Commemoration Park    | —        | —       |
| 17 de agosto   | Tokyo       | Japão         | Zozo Marine Stadium        | —        | —       |
| 22 de agosto   | Jakarta     | Indonésia     | Jakarta International Expo | —        | —       |
| 24 de agosto   | Bangkok     | Tailândia     | Impact Challenger Hall     | —        | —       |
| 27 de agosto   | Melbourne   | Austrália     | Margaret Court Arena       | —        | —       |
| 30 de agosto   | Sydney      | Austrália     | Hordern Pavilion           | —        | —       |
| 14 de setembro | São Paulo   | Brasil        | Interlagos Circuit         | —        | —       |
| Total          | Total       | Total         | Total                      | —        | —       |

## Datas canceladas
| Data (2025)  | Cidade    | País      | Local                           | Razão                      |
| ------------ | --------- | --------- | ------------------------------- | -------------------------- |
| 21 de junho  | Marbelha  | Espanha   | Auditório Starlite              | Circunstâncias imprevistas |
| 24 de junho  | Barcelona | Espanha   | Poble Espanyol                  | Circunstâncias imprevistas |
| 25 de junho  | Madri     | Espanha   | Auditório Enrique Tierno Galván | Circunstâncias imprevistas |
| 12 de agosto | Cingapura | Cingapura | The Star Theater                | Conflito de agendamento    |

## Setlist
Esta setlist foi retirado do show em Paris em 30 de junho de 2025. Ele não representa todos os shows da turnê.
1. Shameless
2. Liar
3. Baby Pink
4. He Knows
5. Dade County Dreaming
6. Bad Kind of Butterflies
7. Never Be The Same
8. Chanel No. 5
9. Quiet
10. Used To This
11. My Oh My
12. Dream-Girls
13. Señorita
14. Bam Bam
15. B.O.A.T.
16. Easy
17. Scar Tissue
18. Bad Things
19. June Gloom
20. Move (Remix)
21. Havana
22. Don't Go Yet
23. I Luv It